# CNN en Portugués
CNN em português fue un sitio web de noticias e información varia en idioma portugués para Brasil (principalmente) y Portugal, propiedad de la cadena estadounidense CNN. Inició en 1999 como parte del sitio web principal de CNN (cnn.com/cnnpt) y al año siguiente estrenó el sitio cnnemportugues.com y luego cnn.com.br que existió hacia 2003. Finalmente existió como parte de la web de la señal CNN en Español (cnnespanol.com/portugues) y luego desapareció hacia 2008. Cubría noticias sobre América Latina y el Mundo e información sobre el tiempo meteorológico, moda, economía, deportes, salud, tecnología, entre otros desde una perspectiva brasileña. Las oficinas estaban en el CNN Center de Atlanta y en Sao Paulo. Su eslogan era "O mondo todo. O tempo todo". Actualmente los sitios cnnemportugues.com y cnn.com.br redirigen a la web principal de CNN.
Hacia 2012 la matriz de CNN planeaba crear hacia un futuro próximo una nueva señal de televisión para Brasil.